# Sara de Marsella

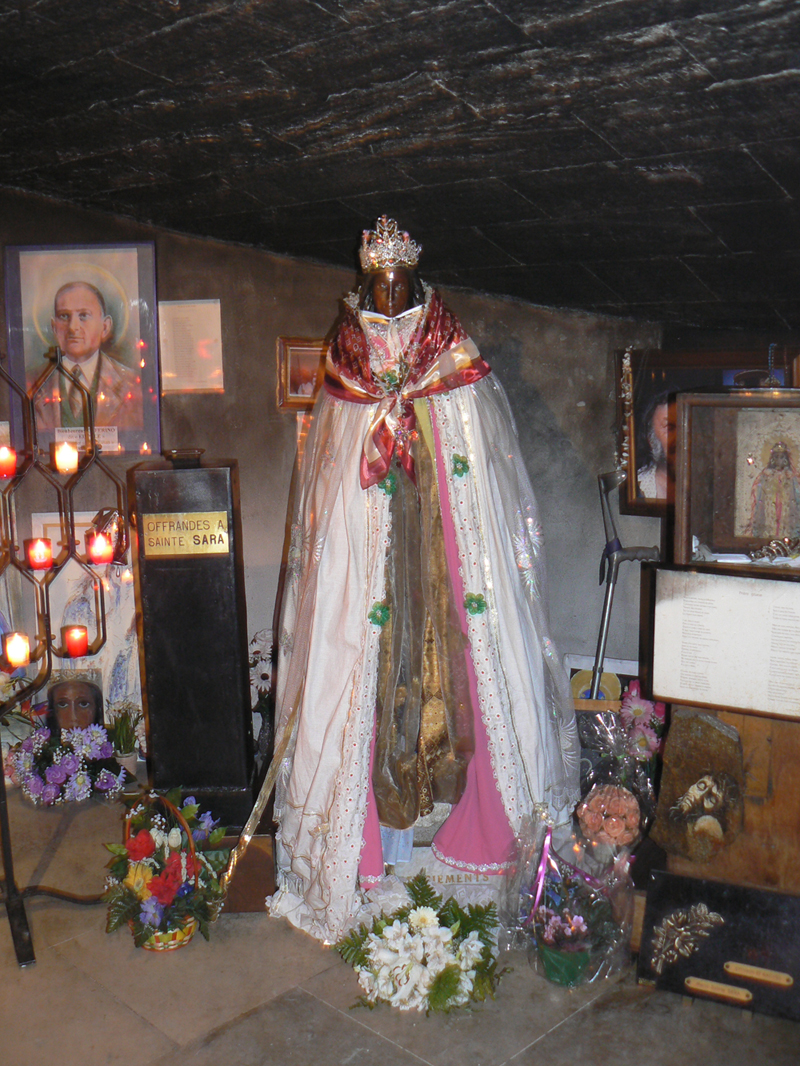
Su santuario en Saintes-Maries-de-la-Mer.

Sara de Marsellatambién conocida como Sara la Negra, Sara del Mar, Sara Kalí o Sara Kali es una santa popular venerada por el pueblo gitano, quienes la consideran su reina y patrona.

## Historia
A lo largo de la Edad Media, se desarrolló, en el sur de Francia, una tradición en torno a un presunto viaje de María Magdalena, Marta y Lázaro de Betania a la región de Aix en Provence en la cual se establecerían.
Según esta tradición, Sara era la sirvienta egipcia, de raza negra, de María Salomé y María de Cleofás, que acompañaron a los hermanos de Betania. Tras la muerte de Cristo se vieron amenazados y huyeron de Palestina los tres hermanos, las dos Marías, Sara, el intendente Maximino, la sirvienta Marcela, Celidonia, José de Arimatea que llevaba el Santo Grial, Trófimo de Arlés y otros discípulos de Cristo. Embarcaron en un barco milagroso que, sin timón ni velas, atravesó el mediterráneo hasta llegar al lugar llamado Oppidum-Ra, o Nuestra Señora de Ratios (Ratios significa barca), que se convirtió en Nuestra Señora de la Mar y, desde 1838, en Saintes-Maries-de-la-Mer (Provenza), cerca de Arlés, donde se detuvo.
Era el año 48, mientras Lázaro fue a predicar a Marsella, Marta y Marcela fueron a Tarascón, Trófimo a Arlés y María se hizo ermitaña, retirándose a una cueva de las montañas de Saint-Maximin-la-Sainte-Baume y Maximino se dirigió a Aix en Provence.
La figura de Sara se incorpora más tarde a la leyenda medieval, y comienza a encontrarse en los escritos a partir de 1521. Sara pedía limosna para sus señoras, por lo que se pensó que era gitana. El pueblo gitano, por tanto, la tomó como su santa patrona.
No hay mucha información sobre esta santa. Es posible que su culto se originara en el de las diosas negras de la fertilidad, durante la era pagana. El nombre Sara significa princesa en idioma hebreo.

### Leyenda
Una leyenda cuenta que llegó a la costa de Francia proveniente de Egipto, en una barca sin remos en la que se encontraba María Magdalena. 
La leyenda original la considera una sirvienta de las santas.
En ensayos pseudohistóricos como El enigma sagrado y algunas novelas se la considera, como la supuesta hija de María Magdalena y Jesús de Nazaret.

### Leyenda alternativa
Una tradición diferente dice que Sara vivía en la Galia, en la ribera del Ródano. Era hija del jefe de una tribu de gitanos y conocía los secretos de la magia de su pueblo, por aquel entonces pagano. Una vez al año llevaba en procesión la figura de Astarté y entraba con ella en el mar para recibir la bendición divina. Un año tuvo visiones que le dijeron que estaba a punto de llegar un grupo de santos que habían presenciado la muerte del Salvador y que los tenía que ayudar.
Sara vio como llegaba la barca con María Magdalena y sus compañeros, Sara intentó ayudarles a llegar a la playa, como el mar era bravo y las olas no dejaban que se acercaran a la costa, María Salomé lanzó su capa al agua y Sara se subió, utilizándola como balsa y, llegando a la barca, les ayudó a desembarcar.

### Esoterismo
Existen corrientes esotéricas, como la wicca trinitaria, que la consideran parte de la Triple Diosa junto a sus supuestas abuela la Virgen María y madre María Magdalena, las tres juntas conformarían en un todo a Sofía (sabiduría), considerada el Espíritu Santo y la Gloria de Dios en el cristianismo oriental. Todo esto se da en el marco de una corriente de pensamiento que busca restablecer el concepto de diosa en el mundo occidental.

## Veneración
Su culto no está reconocido por Iglesia católica (no es una santa oficial), pero su culto milenario es tolerado por ésta.
La tradición de las Marías en Francia es antigua, pero Sara solo aparece en las leyendas a partir del siglo XVI, poco antes de 1521, cuando es mencionada en La légende des Saintes-Maries de Vincent Philippon.
Hacia 1447 Renato de Anjou pidió a Nicolás V, bula para buscar los cuerpos santos que secularmente se veneraban en la región, y tras hallar los restos mortales de María Magdalena y sus compañeras se colocaron en ricos relicarios. Como Sara no tenía la misma categoría sus reliquias se pusieron en un relicario sencillo, en una capilla diferente, así lo registró Jean de Labrune.
Sin embargo no se conoce ningún culto a Sara antes de 1800. Fernand Benoit, historiador y folclorista, describe una procesión en el mar que hacen los gitanos (solo desde el año 1936), un día antes de que la procesión de las Marías (María Salomé y María Cleofás), que se hacía desde mediados del siglo XV el 25 de mayo y que también era en el mar y en la que la estatua de Sara estaba inmersa en el agua hasta la mitad. La inmersión ritual recuerda la llegada de las santas a la playa, y los peregrinos de Camarga, después de ir a la iglesia de las Santas a venerar a las Marías acudían a la playa a arrodillarse dentro del mar.
Algunos antropólogos han visto similitudes entre el culto de Sara y Kali con algunas procesiones de la India (lugar de procedencia de los gitanos) dedicadas a la diosa Durga, también llamada Kali, donde sumergen en agua o en vino (dependiendo del día) la estatua de la diosa. Además, Kali es habitualmente representada como una mujer negra. Según esta teoría, Sara la Negra sería una cristianización de un culto secular de los gitanos traído desde la India.
Es vista como la patrona del pueblo gitano, junto con el beato Ceferino Giménez Malla.

## Supuesta hija de Jesús y María Magdalena
Autores como Michael Baigent, Richard Leigh y Henry Lincoln estudiaron esta teoría, de la que se resume la siguiente narración:

### Biografía de Sara
María Magdalena estaba en el tercer mes de embarazo de Sara al momento de la crucifixión de Jesús. La huida a Francia se debió para proteger a la descendiente del profeta ejecutado por sedición y por ese motivo nació en Marsella. Para evitar sospechas, Sara era vista en público como una sirvienta de la Señora Magdalena. Bajo ésta narrativa no es posible explicar el color negro de la piel de Sara, ya que, María Magdalena ni Jesucristo eran negros.
La princesa Sara entonces fue unida en matrimonio con el hombre de más puro corazón que se encontró, él mismo proveniente de una familia rica y sus descendientes serían la dinastía merovingia.

### Culto y el Santo Grial
Los merovingios según esta teoría, habían profesado el credo en la Santa descendencia y en el Grial como el cuerpo de María Magdalena: el cáliz que albergó la sangre de Cristo. Pero fueron despojados del trono de Francia y sus últimos miembros resultaron asesinados por una conspiración en el siglo VIII.
Según El enigma sagrado, dicho secreto fue pasado por los sobrevivientes servidores de los Merovingios a los Caballeros templarios, quienes abrazaron la creencia y sirvieron en la Primera cruzada para recuperar el Grial: los restos de Santa María Magdalena. Dicho Grial fue entregado y el culto a Sara de Marsella continuado por el Catarismo, pero la Iglesia Católica los acusó de herejía y los exterminó en la cruzada albigense durante el siglo XIII. En el siguiente siglo los Templarios fueron asesinados por la Iglesia y el Trono de Francia.
Sería el Priorato de Sion, una sociedad secreta que se encargó de proteger la verdad sobre el mayor encubrimiento de la historia de la humanidad, con líderes como Nicolas Flamel, Sandro Botticelli, Leonardo da Vinci, Isaac Newton, Victor Hugo y Jean Cocteau quien continuaría con el credo.